# Anthopleura foxi
Anthopleura foxi is een zeeanemonensoort uit de familie Actiniidae.
Anthopleura foxi is voor het eerst wetenschappelijk beschreven door Carlgren in 1927.